# Daniela Reis (Radsportlerin)
Daniela Conceiçao Alexandre Reis (* 6. April 1993 in Torres Vedras) ist eine ehemalige portugiesische Radsportlerin.

## Sportliche Laufbahn
2010 und 2011 wurde Daniela Reis portugiesische Junioren-Meisterin im Einzelzeitfahren, 2013 gewann sie erstmals den Titel der Elite-Frauen. Seit 2015 ist Reis die dominierende Radsportlerin ihres Landes: In diesem Jahr errang sie vier nationale Titel, auf der Bahnradsport im Scratch und im Punktefahren sowie auf der Straße das Straßenrennen und das Zeitfahren. 2016, 2018 und 2019 gelang es ihr erneut, beide Straßentitel zu erringen. Ende der Saison 2020 trat sie vom aktiven Radsport zurück.

## Erfolge

### Straße
2010
- Portugiesische Junioren-Meisterin – Einzelzeitfahren

2011
- Portugiesische Junioren-Meisterin – Einzelzeitfahren

2013
- Portugiesische Meisterin – Einzelzeitfahren

2015
- Portugiesische Meisterin – Straßenrennen, Einzelzeitfahren

2016
- Portugiesische Meisterin – Straßenrennen, Einzelzeitfahren

2018
- Portugiesische Meisterin – Straßenrennen, Einzelzeitfahren

2019
- Portugiesische Meisterin – Straßenrennen, Einzelzeitfahren

### Bahn
2015
- Portugiesische Meisterin – Punktefahren, Scratch

2017
- Portugiesische Meisterin – Punktefahren, Einerverfolgung

## Teams
- 2015–2016 DN-17 Poitou-Charentes
- 2017 Lares-Waowdeals
- 2018 Doltcini-Van Eyck Sport
- 2019 Doltcini-Van Eyck Sport
- 2020 Ciclotel